# UX 엔지니어
UX 엔지니어(User Experience Engineer)는 사용자 경험(이하 UX) 개선 또는 새로운 경험 제공의 목적으로 디자인 아이디어를 프로토타이핑하고 UX 향상을 성취했는지 검증하는 전문 엔지니어 포지션을 일컫는다. 보통 IT 제품의 UX 품질을 개선하기 위해 디자이너 및 엔지니어 역할을 동시에 수행한다. 서비스 개발 또는 연구 조직에서 UX 디자이너, 그래픽 디자이너 또는 프론트엔드 개발자와 긴밀하게 협업하여 사용자 경험을 개선하는 목표를 달성한다. 
UX엔지니어 직무는 UX디자이너와 프론트엔드 개발자를 함께 수행하는 역할로 볼 수 있다. UX 개선이라는 목적 아래 두 역할을 동시 수행하거나 두 직군의 징검다리 역할을 한다. UX 개선을 위한 가설을 정립하고, 기존 시스템에 적용하거나 적용 가능성을 판단하여 개선안을 구현하고, 적합한 방법으로 해당 가설을 증명하는 업무를 수행함으로써 근거 기반의 사용자 경험을 발전시킨다. UX 엔지니어와 관련된 아티클에 따르면 "웹사이트/어플리케이션 개선 계획 또는 디자인 수립", "프론트엔드 개발", "발전, 테스트 배포 및 검증(A/B testing 등)"의 3가지 업무를 수행하는 직무이다.

## UX 엔지니어링 (사용자 경험 엔지니어링)
IT 업계에서 사용자 경험 디자인의 품질은 기업의 이익으로 이어진다. 고객은 사용 경험(UX)이 편리하지 않은 제품을 오래 사용하거나 다시 사용하지 않기 때문이다. UX 품질 향상을 위한 가설을 수립하고, 해당 가설에 대해 검증하는 과정을 UX 엔지니어링이라고 할 수 있다. 대표적인 UX 품질 향상은 심미성(Aesthetic)과 사용성(Usability)의 개선이 있다. 개선의 과정을 엔지니어링이라고 표현하며, 해결하려는 문제에 대해 정성적 접근 방법(Qualitative approach) 과 정량적 접근 방법(Quantitative approach)으로 가설을 검증하는 단계가 포함된다. 
IT 서비스에서 UX 엔지니어링의 범위는 아래와 같이 분류할 수 있다.
- 컨텐츠 개선 : '텍스트 변경' 또는 '이미지/아이콘 변경'
- 인터페이스 개선 : '버튼의 크기 또는 색상 변경' 또는 '컨텐츠 레이아웃의 변경'
- 인터랙션 개선 : '버튼 클릭 시 경고 문구 표시' 또는 '클릭시 재생되는 이모티콘 추가'
- 서비스 흐름 개선: '기존 고객의 경우, 최근 배송지를 기억하여 주문 경험 개선'
- 안내문구 개선 (UX Writing[3]): '처음 사용자에게 친절한 안내 문구로 표시'

## 핵심 기술 및 자격
국외에서 UX엔지니어 직무를 검색하면, 대표적으로 애플 및 구글의 채용 안내 정보가 조회된다. 이들의 핵심 공통 자격은 아래와 같다.
- Angular, React, VueJS 또는 이와 동등한 것과 같은 하나 이상의 JavaScript 프레임 워크에 능숙
- 대규모 애플리케이션 구축시 Typescript, HTML, CSS3 사용에 능숙
- AngularJS, ReactJS, jQuery 및 VueJS와 같은 프런트 엔드 디자인 및 JavaScript 라이브러리에 대한 전문 지식
- 디자인, 데이터 구조 및 문제 해결의 강력한 컴퓨터 과학 기초
- 단일 페이지 애플리케이션(SPA) 아키텍처 경험
- 사용자 인터페이스 (UI) 설계 및 구현 경험

국내 스타트업의 구인 공고에 따르면, UX 엔지니어 포지션에 대해 아래와 같은 역량을 기대한다.
- 사용자 경험에 높은 우선 순위
- 웹 표준 및 반응형 디자인을 고려한 웹 개발 경험
- 브라우저의 동작원리에 대해 이해
- HTML와 CSS에 대한 이해 (Markup & CSS)
- JavaScript에 대한 이해 (DOM & 이벤트)
- React/Vue/Angular 등 SPA 라이브러리 경험

- Styled-components를 활용해 재사용성 높은 UI 컴포넌트를 만들어본 경험
- Storybook과 같은 UI 컴포넌트 개발 도구를 사용해본 경험
- JS를 활용해 애니메이션을 개발해본 경험
- Design System을 구축한 경험

## 같이 보기
- 인터랙션디자인
- 사용성공학